# 王建祖
王建祖（1879年—1935年），字長信。廣東省廣州府番禺縣瑶頭鄉（今佛山市南海區和顺镇）人，晚清至民國初年學者。先祖來自江蘇鎮江, 遷居於廣東為官。
他的父親是鑑平。有兩個弟弟，成祖及彦祖。他們先後就讀於美國康奈爾大學。後者，與胡適先生善，一起前往康奈爾大學就讀，及後同在北京大學任教。

## 經歷
初學於香港皇仁書院，北洋大學。光緒二十七年，任南洋公學教員。後於北京法政專門學校、北京大學任法律學教授。
晚清重臣盛宣懷於1895年在天津創辦北洋西學學堂時，設頭等學堂（本科）和二等學堂（預科），由伍廷芳和蔡紹基分別擔任總辦，王建祖考入頭等學堂修習法科，1896年北洋西學學堂被更名為北洋大學堂。
他畢業于北洋大学。清末，列强欺凌，國势積弱。清政府撰拔青年才俊出國留学，王建祖就是其中的一位。1900年，北洋大臣從北洋大學堂頭等學堂和二等學堂各選拔了三名優秀學生，派往日本東京帝國大學留學，頭等學堂的三名學生就是王建祖、張煜全和黎科，王建祖和張煜全學政治科，黎科學土木科，這三人中以王建祖最為年長，張煜全曾當過清華學校校長，黎科則因參加革命黨起義時犧牲而不為人知，南洋大臣曾於1899年也向東京帝國大學派遣了六名留學生，其中以章宗祥和楊蔭杭為公眾所熟悉。
原本要被派往日本，後又改入美國加州大学，攻讀經濟法。他曾於1906年秋參加了清政府組織的遊學生考試並被授予「法政科進士」，從這一點來看，王建祖起碼要有碩士或博士學位，如果僅是學士學位，通常情況下僅被授予「舉人」。光緒三十三年（1907年)畢業歸國，通過學部考試，賞給法政科進士。三十四年（1907年）授翰林院檢討。
1908年10月，王建祖作為清政府外交使團參贊，曾隨特使唐紹儀秘密出使美國，直到1909年7月才回到北京，並被外派蘇州擔任財政監理官。
民國初建，王建祖出任北京大學教授兼法科學長，為時數年。1913年，法政科改稱法科，林行规、王建祖、黄右昌相继為法科學長。他弟弟彥祖也是法科教授。當時，北大有4位學長，其他3位是——文科學長陳獨秀、理科學長夏元磲、工科學長長温宗宇。1914年11月王建祖被北京大學校長胡仁源聘為法科兼商科學長，蔡元培掌校後續聘王建祖擔任法科學長，直到1919年9月。 
王建祖老師伍廷芳與北洋政府決裂之後，南下廣州追隨孫中山參加護法運動，廣東軍政府成立時出任外交總長兼財政總長，伍廷芳邀請王建祖出任財政次長，協助伍廷芳打理軍政府財政事宜，此後又出任菲律賓實業銀行總經理、上海特區臨時法院推事等職。
孫中山的廣東軍政府成立後，他担任财政部次長，此後歷任菲律賓實業银行總經理、上海特區臨時法院推事等職。1927年后，王建祖担任司法院秘書、最高法院推事、行政法院评事。儘管公事繁重，他還承担了培训法官、講授法律課程的重任。
1928年11月南京國民政府司法院成立時，由王寵惠任第一任院長，他邀請老同學王建祖擔任司法院秘書，其後又相繼擔任最高法院推事和行政院第二庭評事等職，期間曾承擔培訓法官任務，他重拾北京大學任教時的老本行，為學員講授法律課程，期間曾翻譯了一些歐美法學著作，並撰寫了《基特經濟學》、《經濟學史》等法律書籍。
王建祖颇有學者風範，翻譯了歐美法學名家的著作。
他有一個兒子，在1932年的淞滬抗戰中，被日軍俘擄。此前，王建祖已患心臟病，聽說愛子遭難，病情轉重。
1935年，王建祖病逝于南京。他儇有3個女兒，去世時，其中一個女兒已經從燕京大學畢業，在實業部统計科担任科员。1935年11月22日，王建祖葬于中山門外的永安公墓。他的墓志铭，由廣東老鄉、前清進士關庚麟撰文；書丹（用朱砂將文字書寫在碑石上）者，亦是他的廣東老鄉羅惇爰（上加日），羅氏为康有為弟子，以書法名世。

## 著作
- 譯述《基特經濟學》
- 譯《歐洲文明史》光緒二十八年。

## 延伸阅读
[在维基数据编辑]
 《游美同學錄·王建祖》，出自《游美同學錄》